# Askewville
Askewville est une ville du comté de Bertie, en Caroline du Nord, aux États-Unis. Sa population s’élevait à 241 habitants lors du recensement de 2010, estimée à 229 habitants en 2016.

## Géographie
D'après le Bureau du recensement des États-Unis, sa superficie est de 1,6 km2.

## Démographie
Au recensement de 2000, la population était de 180 habitants, 75 ménages et 60 familles résidentes. La densité était de 117,8 hab/km2.
Le revenu moyen par habitant était de 18 184 dollars et 10,8 % vivaient sous le seuil de pauvreté.
Le 16 avril 2011, une tornade a provoqué la mort de 16 personnes et en a blessé 50.

## Source
- (en) Cet article est partiellement ou en totalité issu de l’article de Wikipédia en anglais intitulé « Askewville, North Carolina » (voir la liste des auteurs).

1. ↑  http://factfinder2.census.gov/faces/nav/jsf/pages/index.xhtml